# فيكتور كونتريرز (لاعب هوكي الحقل)
فيكتور كونتريرز (بالإسبانية: Víctor Contreras)‏ هو لاعب هوكي الحقل مكسيكي، ولد في 27 أغسطس 1941.

## وصلات خارجية
- فيكتور كونتريرز على موقع أوليمبيديا (الإنجليزية)